# Leioproctus bidentatus
Leioproctus bidentatus (лат.) — вид пчёл рода Leioproctus из семейства Colletidae. Австралия.

## Описание
Мелкие пчёлы (длина тела около 6 мм) с опушением из светлых волосков (тело в основном чёрно-коричневое). От близких видов отличаются следующими признаками: вентральная поверхность клипеуса с двумя мелкими выступами-зубцами, область между глазом и оцеллием гладкая, редко пунктированная, метапостнотум матовый, жвалы чёрные; скутум гладкий и блестящий, редко пунктированный; голова и грудь без металлического блеска, внутренняя голенная шпора задней ноги с очень мелкими зазубринами (не гребенчатая), базитибиальная пластинка заострённая. Крылья с 2 субмаргинальными ячейками, клипеус выпуклый (также как и надклипеальная область), скапус усиков короткий и не достигает среднего оцеллия, длинная югальная лопасть заднего крыла, то есть простирающаяся значительно ниже уровня cu-v. Включен в состав подрода Colletellus Michener, 1965 (подсемейство Neopasiphaeinae). Обнаружен на цветках Agrostocrinum (Hemerocallidaceae), Baeckea (Myrtaceae), Leptospermum erubescens (Myrtaceae), Stylidium bulbiferum, Stylidium (Stylidiaceae), Thryptomene australis (Myrtaceae), Thysanotus (Asparagaceae), Verticordia acerosa (Myrtacea). Вид был впервые описан в 2018 году австралийским энтомологом Remko Leijs (South Australian Museum, Аделаида, Австралия).